# جعفر القاسمي
جعفر القاسمي (4 سبتمبر 1974 -) هو ممثل كوميدي تونسي.

## أعماله

### التلفاز

#### المسلسلات
- 2001 : الريحانة لحمادي عرافة وأحمد رجب وعبد القادر بالحاج نصر بدور منير
- 2003 : إخوة وزمان لحمادي عرافة ووجيهة الجندوبي وظافر ناجي بدور جمال
- 2004 : حسابات وعقابات لالحبيب المسلماني وعلي اللواتي (ضيف شرف)
- 2005 : كافيه جلول للطفي بن ساسي وعماد بن حميدة ومحمد دمق بدور مرشد
- 2005 و 2007 و 2008 : شوفلي حل لصلاح الدين الصيد وعبد القادر الجربي (ضيف شرف الحلقة 17 من الموسم الأول والحلقة 26 من الموسم 4 والحلقة 11 من الموسم 5) بدور مريض الدكتور سليمان في ثلاث حلقات
- 2006 : حياة وأماني لمحمد الغضبان وحسن الغضبان وجمال الدين خليف بدور حارس ڥيلا المهدية
- 2007 :
  - الليالي البيض للحبيب المسلماني ورفيقة بوجدي بدور فاروق
  - أحنا هكا
- 2009- 2020 : تونس 2050 لمحرز الدريدي ورياض الغرياني وعزيز الجبالي وحاتم بلحاج وسليم بن إسماعيل بدور عبد الحميد
- 2010 : دار الخلاعة لأحمد رجب وحاتم بلحاج
- 2012 : شوبيك لوبيك لعصام بوقرة وحمدي بن أحمد ومروى الزنايدي وقيس شقير
- 2013 : كاميرا كافيه لإبراهيم اللطيف ومروى الزنايدي (ضيف شرف)
- 2014 : طالع وإلا هابط لمجدي السميري وحاتم بلحاج بدور مقداد
- 2017 :
  - الدوامة لنعيم بن رحومة وخالد البرصاوي وعبد المنعم حواص بدور معتز
  - نسيبتي العزيزة لصلاح الدين الصيد ويونس الفارحي (ضيف شرف الحلقة 19 من الموسم 7) بدور منّوبي، مدرب القيادة
  - بوليس حالة عادية لمجدي السميري وزهور بن حمدي
- 2018 : إلي ليك ليك لقيس شقير وقيس ناجي
- 2019 : الهربة لقيس شقير وبلال الميساوي بدور عنتر

#### من أعماله التلفزية
- 2011 : لاباس على قناة التونسية
- 2012 : بعض السكاتشات القصيرة في برنامج لاباس على قناة التونسية
- 2013 : شريك العمر على القناة الوطنية الأولى : منشط
- 2015-2016 : شاف جعفر على قناة التاسعة : منشط
- 2016 : يد واحدة على قناة التاسعة : منشط
- 2017 : مع علاء : ضيف
- 2019 : إلي بعدو على قناة الحوار التونسي : مقدم تلفزي
- 2020 : صفي قلبك على قناة الحوار التونسي : مقدم تلفزي
- 2021 : كاش وإلا سبلاش على قناة الحوار التونسي : منشط
- 2023 إلى الآن : ساعة سعيدة على ديوان أف أم
- 2023 إلى الآن : برنامج يستحق على قناة الحوار التونسي : مقدم تلفزي[2]

### السينما

#### الأفلام الطويلة
- 2003 : أوديسة لإبراهيم باباي
- 2004 : دار الناس لمحمد دمق
- 2008 : تشينيتشيتا لإبراهيم اللطيف
- 2010 : الساعة الأخيرة لعلي العبيدي
- 2020 : مشكي وعاود لقيس شقير بدور ربيع بن صالح

#### الأفلام القصيرة
- 2006 :
- زابين لجلال بالسعد
- عين الشماتة لوسام التليلي
- 2008 : بوتليس لنصر الدين السهيلي

### من مسرحياته

#### وان مان شو
- 2003 : أنا والكونترباس اقتباس واخراج محمد منير العرقي
- 2007 : واحد منا، نص محسن بن نفيسة وإخراج وسينوغرافيا محمد منير العرقي
- 2010 : التونسي.كوم، نص نوفل الورتاني وإخراج الصحبي عمر
- 2011 : التونسي.كوم خالي من سياسة
- 2015 : التونسي.ڥوت

### المسرح
. 2000 : محارم ، نص منير العرقي و وجيهة الجندوبي اخراج منير العرقي
- 2015 : المتشعبطون، نص علي اللواتي والإخراج المسرحي لمحمد إدريس
- 2006 : قوارب في العاصفة، نص رضا بوقديدة والإخراج المسرحي لجعفر القاسمي
- 2009 : فاليز، نص يوسف البحري والإخراج المسرحي لجعفر القاسمي
- 2013 : ريتشارد الثالث، ماس كهربائي، السينوغرفيا والإخراج المسرحي لجعفر القاسمي
- 2015 : فز لجعفر القاسمي

### فيديوهات
- 2009 : ومضة إشهارية لشركة توبنات
- 2011 : ومضة إشهارية لشركة البسكويت بينتو
- 2012 : ومضة إشهارية للبطاقة البنكية بنك تونس
- 2013 : ماتضربنيش حملة توعوية لإصلاح نظام الشرطة
- 2015 : ومضة إشهارية للعلامة التجارية لمبيد الحشرات "طير"

### الراديو
- منذ 2013 : فز تسمع العز على راديو إبتسامة أف أم : منشط

## الحياة الشخصية
متزوج من نبيلة وله ولدان صبي وبنت (فاطمة الزهراء وآدم)